# Ernest Becker
Pour les articles homonymes, voir Becker.
Ernest Becker (né le 27 septembre 1924 à Springfield et mort le 6 mars 1974 à Burnaby) est un anthropologue, psychologue, psychothérapeute et écrivain américain.
Il est connu pour son livre The Denial of Death (en) pour lequel il a reçu le prix Pulitzer de l'essai de 1974.

## Jeunesse
Ernest Becker est né à Springfield, au Massachusetts, de parents juifs immigrants. Ayant servi dans l'infanterie pendant la Deuxième Guerre mondiale, il aurait aidé à libérer un camp de concentration nazi. Une fois son service militaire complété, il a étudié à l'Université de Syracuse dans l'État de New York. À la suite de l'obtention de son diplôme, il rejoint l'ambassade des États-Unis à Paris en tant qu'officier administratif.
Dans sa jeune trentaine, il retourne à l'Université de Syracuse pour y poursuivre des études supérieures en anthropologie culturelle et complète son doctorat (PhD) en 1960. Le premier de ses neufs livres, intitulé Zen: A Rational Critique (1961), est basé sur sa thèse doctorale.

## Carrière
Après sa graduation de l'Université de Syracuse en 1960, Becker commence sa carrière en tant que professeur et écrivain. Becker a enseigné l'anthropologie dans le département de psychiatrie au Upstate Medical College à Syracuse, New York. Becker, ainsi que d'autres professeurs non titulaires, se font congédier sans-préavis pour avoir supporté le professeur titulaire Thomas Szasz dans une dispute avec l'administration au sujet de la liberté académique. Un an après, alors que Becker se trouve en Italie, ce dernier se fait ré-engager à l'Université de Syracuse pour y enseigner à l'école d'éducation. En 1961, Becker acquiert une position de conférencier à l'Université de Californie à Berkeley, dans le programme d'anthropologie. Cependant, de nouveaux conflits éclatent entre Becker et l'administration, menant ainsi à sa démission de l'université. À l'époque, des milliers d'étudiants signent une pétition afin de garder Becker à l'école, allant même à offrir de payer son salaire, mais la pétition n'a pas réussi à retenir Becker. En 1967, il enseigne au San Francisco State's Department of Psychology jusqu'en janvier 1969, lorsqu'il quitte en protestation contre les politiques strictes de l'administration envers les manifestations des étudiants.

## Œuvres
- 1961 : Zen: A Rational Critique. New York: W. W. Norton.
- 1962 : The Birth and Death of Meaning: An Interdisciplinary Perspective in Psychiatry and Anthropology. New York: The Free Press of Glencoe.
- 1964 : Revolution in Psychiatry: The New Understanding of Man. New York: Free Press.
- 1967 : Beyond Alienation: A Philosophy of Education for the Crisis of Democracy. New York: George Braziller.
- 1968 : The Structure of Evil: An Essay on the Unification of the Science of Man. New York: George Braziller.
- 1969 : Angel in Armor: A Post-Freudian Perspective on the Nature of Man. New York: George Braziller.
- 1971 : The Lost Science of Man. New York: George Braziller.
- 1971 : The Birth and Death of Meaning: An Interdisciplinary Perspective on the Problem of Man (2nd ed.). New York: Free Press.
- 1973 : The Denial of Death. New York: Free Press.
- 1975 : Escape from Evil. New York: Free Press.

### Articles
- 1974 : "The spectrum of loneliness.", Humanitas 10:237–46.
- 1974 : "Toward the merger of animal and human studies.", Philosophy of the Social Sciences 4:235–54.